# Giro podistico internazionale di Castelbuono
Il Giro podistico internazionale è una gara di atletica leggera che si corre il 26 luglio di ogni anno a Castelbuono, comune della città metropolitana di Palermo, ed è organizzata dal Gruppo Atletico Polisportivo Castelbuonese.

## Storia

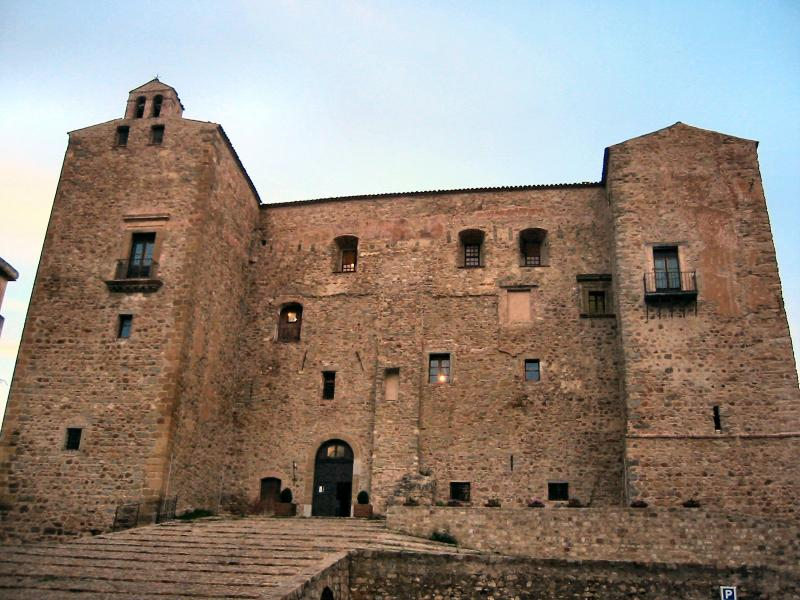
Il castello dei Ventimglia, simbolo della città di Castelbuono

La corsa su strada, a cui partecipano gli atleti di maggior spicco della podistica mondiale, si svolge in concomitanza con la  Festa di Sant'Anna Patrona della cittadina siciliana, ed è la corsa su strada più antica d'Europa, la prima edizione si svolse il 27 luglio 1912.
La “maratonina dei 10 giri”, come veniva chiamata all'inizio, nacque organizzata dall'Associazione Sport Club Nebrodese con a capo Vincenzo Cicero, Totò Guzzio e Giovanni Lupo. Nel 1937 l'organizzazione passò in mano a Totò Spallino con cui collaboravano due amici : Silvestro Zito e Guido Mitra. Spallino rese sempre più importante la gara ingaggiando negli anni tutti i campioni siciliani del mezzofondo e dalla fine degli anni '60 anche atleti di caratura nazionale. Nel 1976 Spallino fece infine guadagnare alla corsa i gradi di “internazionale” grazie alla partecipazione di campioni di tutto il mondo. Quest'ultimo morì nel 1977 e l'organizzazione passò a Totò Mazzola che passò il testimone nel 1994 a Mario Fesi.
Dalla sua nascita la gara si è svolta su 10 giri di 1.130 metri fino al 2011 quando la distanza è stata portata a 10 km su 9 giri per essere in linea con gli standard IAAF. Il percorso della gara si trova all'interno del centro storico della cittadina madonita ed ha come punto di partenza ed arrivo la centralissima Piazza Margherita, attraversando Via Roma, Via Mario Levante, Piazza San Francesco, Via Cavour, Via Vittorio Emanuele, Piazza Matteotti e Corso Umberto I. Questo tragitto deve essere percorso per 10 volte dagli atleti in gara.
Dal 1997 il Giro Podistico Internazionale di Castelbuono è inserito all'interno del calendario IAAF delle corse su strada.
Nell'edizione del 2010, l'ospite d'onore della manifestazione è stato l'atleta olimpionico sudafricano Oscar Pistorius.
Il 16 dicembre 2011 il Giro è stato inserito nel prestigioso elenco IAAF Road Race Label Events, che contiene le più prestigiose gare di atletica leggera a livello mondiale; in Italia è l'unica corsa su strada di 10 km ad essere inserita in questo elenco.
Il 25 luglio 2013 è stato inaugurato, all'inizio di Via Roma in corrispondenza della linea di partenza, il monumento al Giro podistico opera dell'artista Ettore Maria Merlino con l'ausilio del geometra Sergio Barreca.
Fra gli atleti più titolati che hanno partecipato alle diverse edizioni della corsa si ricordano gli italiani Giovanni Cultrone, Giuseppe Ardizzone, Franco Fava, Venanzio Ortis, Orlando Pizzolato, Salvatore Nicosia, Gelindo Bordin, Vincenzo Modica, Stefano Baldini, Salvatore Antibo e gli africani Paul Kipsiele Koech, David Cheromei, Paul Tergat, Martin Lel, Jeruto Kiptum, David Chelule e Khalid Khannouchi.

## "Aspettando il Giro"
Dal 2016, prima dello svolgimento della gara, si disputa una competizione amatoriale a cui può partecipare qualsiasi atleta iscritto ad una società sportiva.
I primi dieci classificati alla gara acquisiscono una Wild card con la quale possono partecipare alla gara del 26 luglio.

## Albo d'oro maschile

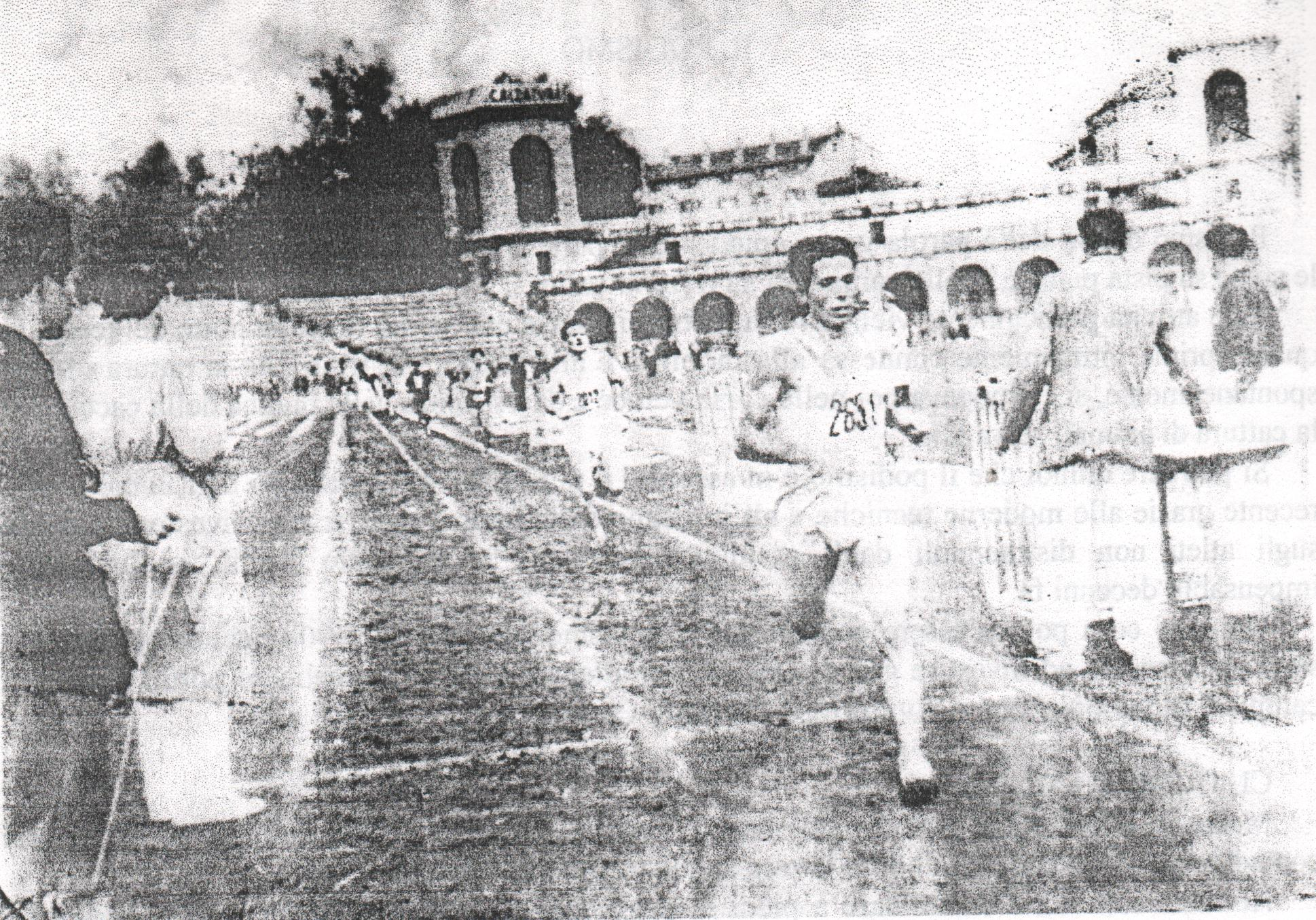
Giovanni Cultrone

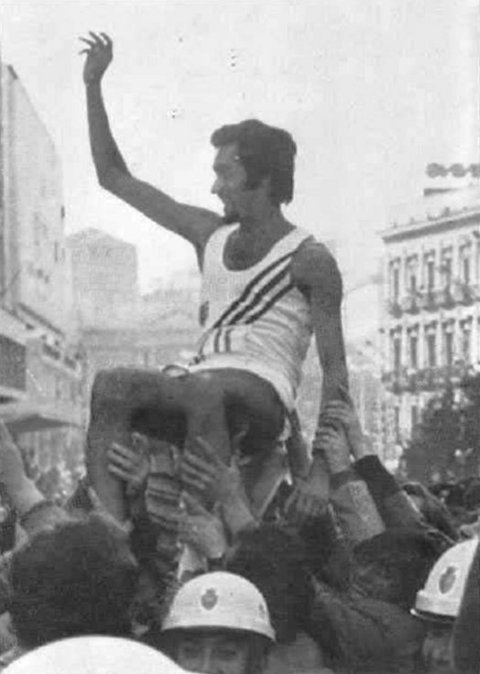
Giuseppe Ardizzone

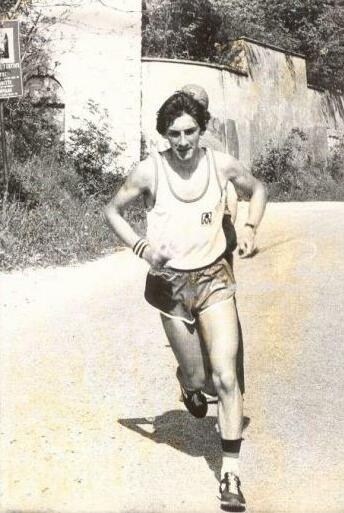
Orlando Pizzolato

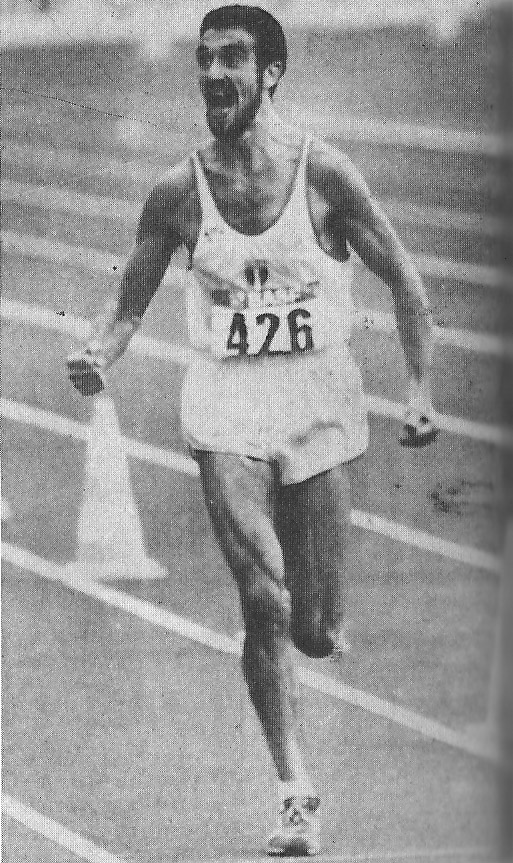
Gelindo Bordin

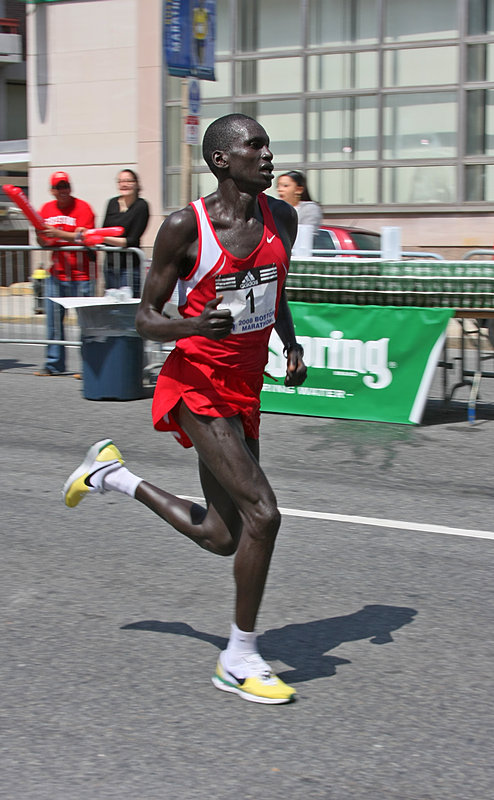
Robert Kipkoech Cheruiyot

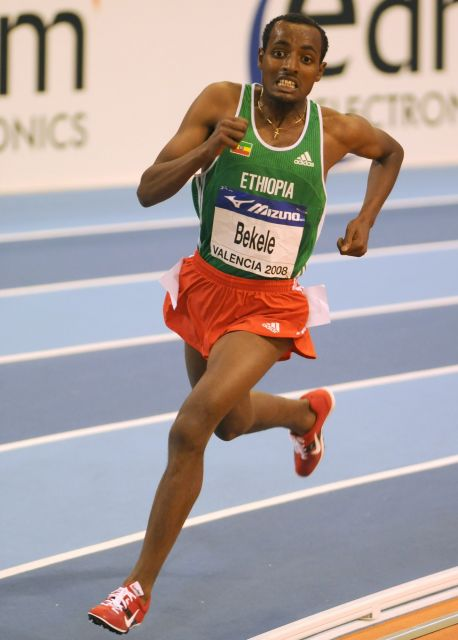
Tariku Bekele

| Anno      | Vincitore                                | Record                                   | Naz.                                     | Società/Nazione                          |
| --------- | ---------------------------------------- | ---------------------------------------- | ---------------------------------------- | ---------------------------------------- |
| 1912      | Giovanni Blanchet                        | 51.36                                    | Italia (bandiera)                        | S.S. Ercole Palermo                      |
| 1913      | Giovanni Blanchet                        | 50.15                                    | Italia (bandiera)                        | S.S. Ercole Palermo                      |
| 1914      | Scelta                                   | 48.20                                    | Italia (bandiera)                        | S.S. Sport Club Palermo                  |
| 1915-1919 | Annullato per la prima guerra mondiale   | Annullato per la prima guerra mondiale   | Annullato per la prima guerra mondiale   | Annullato per la prima guerra mondiale   |
| 1920      | Ignazio Militello                        |                                          | Italia (bandiera)                        | S.S. Sport Club Termini Imerese          |
| 1921      | Agatino Mascali                          | 44.40                                    | Italia (bandiera)                        | S.S. Pro Etna Catania                    |
| 1922      | Agatino Mascali                          | 42.50                                    | Italia (bandiera)                        | S.S. Pro Etna Catania                    |
| 1923      | Agatino Mascali                          | 43.10                                    | Italia (bandiera)                        | S.S. Pro Etna Catania                    |
| 1924      | Agatino Mascali                          | 42.10                                    | Italia (bandiera)                        | S.S. Pro Etna Catania                    |
| 1925      | Gaetano Spreafico                        | 41.26                                    | Italia (bandiera)                        | SG pro Patria et Libertate Busto Arsizio |
| 1926      | Gaetano Spreafico                        |                                          | Italia (bandiera)                        | SG pro Patria et Libertate Busto Arsizio |
| 1927      | Gaetano Citarrella                       | 41.30                                    | Italia (bandiera)                        | Ferriera Ercta Palermo                   |
| 1928      | Gaetano Citarrella                       | 41.55                                    | Italia (bandiera)                        | M.V.S.N. Palermo                         |
| 1931      | Giuseppe Lombardo                        | 42.20                                    | Italia (bandiera)                        | F.G. Reggio Calabria                     |
| 1932      | Domenico La Bianca                       | 41.08                                    | Italia (bandiera)                        | S.S. Unione S. Italia Palermo            |
| 1933      | Domenico La Bianca                       | 41.50                                    | Italia (bandiera)                        | S.S. Unione S. Italia Palermo            |
| 1934      | Domenico La Bianca                       | 41.00                                    | Italia (bandiera)                        | S.S. Unione S. Italia Palermo            |
| 1935      | Ercole Morello                           |                                          | Italia (bandiera)                        | S.S. Sport Club Palermo                  |
| 1937      | Salvatore Merlino                        |                                          | Italia (bandiera)                        | F.G. Bagheria                            |
| 1938      | Nicola Ruggeri                           |                                          | Italia (bandiera)                        | G.U.F. Messina                           |
| 1939      | Nicola Ruggeri                           |                                          | Italia (bandiera)                        | G.U.F. Messina                           |
| 1940-1941 | Annullato per la seconda guerra mondiale | Annullato per la seconda guerra mondiale | Annullato per la seconda guerra mondiale | Annullato per la seconda guerra mondiale |
| 1942      | Antonio Fontana                          |                                          | Italia (bandiera)                        | VV.FF. Palermo                           |
| 1943-1945 | Annullato per la seconda guerra mondiale | Annullato per la seconda guerra mondiale | Annullato per la seconda guerra mondiale | Annullato per la seconda guerra mondiale |
| 1946      | Renda                                    |                                          | Italia (bandiera)                        | G.P.U. Messina                           |
| 1947      | Giovanni Cultrone                        | 39.40                                    | Italia (bandiera)                        | S.S. Fiamma Vittoria                     |
| 1948      | Giulio Panico                            | 38.35                                    | Italia (bandiera)                        | G.S. Sangiovannese Napoli                |
| 1949      | Giovanni Cultrone                        |                                          | Italia (bandiera)                        | S.S. Fiamma Vittoria                     |
| 1950      | Giovanni Cultrone                        |                                          | Italia (bandiera)                        | S.S. Fiamma Vittoria                     |
| 1951      | Pietro Balistreri                        | 39.45                                    | Italia (bandiera)                        | Corpo VV.FF. Palermo                     |
| 1952      | Antonino Calderone                       |                                          | Italia (bandiera)                        | C.A.S. Termini Imerese                   |
| 1953      | Antonino Calderone                       |                                          | Italia (bandiera)                        | C.A.S. Termini Imerese                   |
| 1954      | Domenico Cappuccio                       |                                          | Italia (bandiera)                        | C.S.I. Maurolico Messina                 |
| 1955      | Giovanni Cultrone                        |                                          | Italia (bandiera)                        | U.S. Fiamma Vittoria                     |
| 1956      | Stefano Bucolo                           |                                          | Italia (bandiera)                        | Alt. Falcone Novara                      |
| 1957      | Carmelo Di Stefano                       |                                          | Italia (bandiera)                        | C.S.I. Messina                           |
| 1959      | Tommaso Assi                             | 38.17                                    | Italia (bandiera)                        | C.S. Ass. Generali Palermo               |
| 1960      | Mario Longo                              |                                          | Italia (bandiera)                        | Libertas Catania                         |
| 1961      | Stefano Bucolo                           |                                          | Italia (bandiera)                        | Alt. Falcone Novara                      |
| 1962      | Felice Scotto                            | 38.13                                    | Italia (bandiera)                        | U.S. Polimeni Reggio Calabria            |
| 1963      | Antonino Buffa                           | 41.09                                    | Italia (bandiera)                        | Libertas Catania                         |
| 1964      | Francesco Sabatino                       | 38.11                                    | Italia (bandiera)                        | Libertas Catania                         |
| 1965      | Benedetto Mastroieni                     | 37.42                                    | Italia (bandiera)                        | Telestar Palermo                         |
| 1966      | Giuseppe Ardizzone                       | 37.06                                    | Italia (bandiera)                        | Mongibello Catania                       |
| 1967      | Benedetto Mastroieni                     | 39.00                                    | Italia (bandiera)                        | Corpo VV.FF. Palermo                     |
| 1968      | Francesco Amante                         | 37.00                                    | Italia (bandiera)                        | Libertas Catania                         |
| 1969      | Vito Riolo                               | 36.40                                    | Italia (bandiera)                        | Libertas Catania                         |
| 1970      | Gioacchino De Palma                      | 36.12                                    | Italia (bandiera)                        | CUS Bari                                 |
| 1971      | Francesco Amante                         | 36.17                                    | Italia (bandiera)                        | CUS Torino                               |
| 1972      | Francesco Amante                         | 36.21                                    | Italia (bandiera)                        | CUS Torino                               |
| 1973      | Giuseppe Ardizzone                       | 35.38                                    | Italia (bandiera)                        | S.S. Alco Rieti                          |
| 1974      | Michele Arena                            | 34.45                                    | Italia (bandiera)                        | Polisportiva Atletica Palermo            |
| 1975      | Francesco Paolo Accaputo                 | 34.54                                    | Italia (bandiera)                        | Fiamme Gialle Roma                       |
| 1976      | Luigi Zarcone                            | 34.27                                    | Italia (bandiera)                        | CUS Palermo                              |
| 1977      | Franco Fava                              | 34.10                                    | Italia (bandiera)                        | Fiamme Gialle Roma                       |
| 1978      | Venanzio Ortis                           | 34.22                                    | Italia (bandiera)                        | Fiamme Oro Padova                        |
| 1979      | Orlando Pizzolato                        | 34.40                                    | Italia (bandiera)                        | Lemar Schio                              |
| 1980      | Claudio Solone                           | 33.45                                    | Italia (bandiera)                        | Carabinieri Bologna                      |
| 1981      | Claudio Solone                           | 33.46                                    | Italia (bandiera)                        | Carabinieri Bologna                      |
| 1982      | Michele Arena                            | 34.07                                    | Italia (bandiera)                        | Fiamme Gialle Roma                       |
| 1983      | Orlando Pizzolato                        | 34.50                                    | Italia (bandiera)                        | Champion Ferrara                         |
| 1984      | Orlando Pizzolato                        | 33.34                                    | Italia (bandiera)                        | Champion Ferrara                         |
| 1985      | Salvatore Nicosia                        | 33.56                                    | Italia (bandiera)                        | Fiamme Gialle Roma                       |
| 1986      | Salvatore Nicosia                        | 34.03                                    | Italia (bandiera)                        | Fiamme Gialle Roma                       |
| 1987      | Gelindo Bordin                           | 33.27                                    | Italia (bandiera)                        | Alitrans Verona                          |
| 1988      | Gelindo Bordin                           | 33.27                                    | Italia (bandiera)                        | Alitrans Verona                          |
| 1989      | Salvatore Bettiol                        | 32.45                                    | Italia (bandiera)                        | CUS Ferrara                              |
| 1990      | Joseph Koech                             | 33.27                                    | Kenya (bandiera)                         | Kenya                                    |
| 1991      | Boay Akonay                              | 33.11                                    | Tanzania (bandiera)                      | Tanzania                                 |
| 1992      | Johan Koech                              | 32.49                                    | Kenya (bandiera)                         | Kenya                                    |
| 1993      | Joseph Cheromei                          | 32.35                                    | Kenya (bandiera)                         | Kenya                                    |
| 1994      | Paul Tergat                              | 32.37                                    | Kenya (bandiera)                         | Kenya                                    |
| 1995      | German Silva                             | 32.56                                    | Messico (bandiera)                       | Messico                                  |
| 1996      | William Kiptum                           | 33.23                                    | Kenya (bandiera)                         | Kenya                                    |
| 1997      | David Chelule                            | 32.35                                    | Kenya (bandiera)                         | Kenya                                    |
| 1998      | Khalid Khannouchi                        | 33.17                                    | Marocco (bandiera)                       | Marocco                                  |
| 1999      | Hendrick Ramaala                         | 33.05                                    | Sudafrica (bandiera)                     | Sudafrica                                |
| 2000      | Benson Barus                             | 33.23                                    | Kenya (bandiera)                         | Kenya                                    |
| 2001      | Benson Barus                             | 33.01                                    | Kenya (bandiera)                         | Kenya                                    |
| 2002      | Benson Barus                             | 34.21                                    | Kenya (bandiera)                         | Kenya                                    |
| 2003      | Paul Tergat                              | 34.28                                    | Kenya (bandiera)                         | Kenya                                    |
| 2004      | Martin Lel                               | 33.46                                    | Kenya (bandiera)                         | Kenya                                    |
| 2005      | Wilson Kebenei                           | 34.25                                    | Kenya (bandiera)                         | Kenya                                    |
| 2006      | Robert Kipkoech Cheruiyot                | 35.19                                    | Kenya (bandiera)                         | Kenya                                    |
| 2007      | José Manuel Martínez                     | 34.19                                    | Spagna (bandiera)                        | Spagna                                   |
| 2008      | Ibrahim Jeilan                           | 34.44                                    | Etiopia (bandiera)                       | Etiopia                                  |
| 2009      | Vincent Kipruto                          | 34.02                                    | Kenya (bandiera)                         | Kenya                                    |
| 2010      | Zersenay Tadese                          | 34.20                                    | Eritrea (bandiera)                       | Eritrea                                  |
| 2011      | Geoffrey Mutai                           | 29.05°°                                  | Kenya (bandiera)                         | Kenya                                    |
| 2012      | Tariku Bekele                            | 30.01                                    | Etiopia (bandiera)                       | Etiopia                                  |
| 2013      | Wilson Kiprop                            | 30.10                                    | Kenya (bandiera)                         | Kenya                                    |
| 2014      | Ghirmay Ghebreslassie                    | 30.31                                    | Eritrea (bandiera)                       | Eritrea                                  |
| 2015      | Geoffrey Korir                           | 30.30                                    | Kenya (bandiera)                         | Kenya                                    |
| 2016      | Felicien Muhitira                        |                                          | Ruanda (bandiera)                        | Ruanda                                   |
| 2017      | Rodgers Kwemoi                           |                                          | Kenya (bandiera)                         | Kenya                                    |
| 2018      | Onesphore Nzikwinkunda                   |                                          | Burundi (bandiera)                       | Burundi                                  |
| 2019      | Tadese Worku                             | 34.33                                    | Etiopia (bandiera)                       | Etiopia                                  |
| 2020      | Annullato per la Pandemia di COVID-19    | Annullato per la Pandemia di COVID-19    | Annullato per la Pandemia di COVID-19    | Annullato per la Pandemia di COVID-19    |
| 2021      | Mark Lomuket                             | 35.17                                    | Kenya (bandiera)                         | Kenya                                    |
| 2022      | Isaac Kipkemboi Too                      | 34.57                                    | Kenya (bandiera)                         | Kenya                                    |
| 2023      | Muktar Edris                             | 33.56                                    | Etiopia (bandiera)                       | Etiopia                                  |
| 2024      | Ilias Fifa                               | 35.31                                    | Spagna (bandiera)                        | Spagna                                   |
| 2025      | Yeman Crippa                             | 34.13                                    | Italia (bandiera)                        | Italia                                   |

° Record stabilito sul nuovo tracciato
°° Record stabilito su percorso IAAF

### Vittorie per nazione
Sino ad oggi sono stati 11 i Paesi che hanno visto un proprio atleta vincere il giro podistico.
| # | Nazione   | Vittorie |
| - | --------- | -------- |
| 1 | Italia    | 65       |
| 2 | Kenya     | 20       |
| 3 | Etiopia   | 4        |
| 4 | Eritrea   | 2        |
| 4 | Spagna    | 2        |
| 6 | Messico   | 1        |
| 6 | Marocco   | 1        |
| 6 | Sudafrica | 1        |
| 6 | Tanzania  | 1        |
| 6 | Ruanda    | 1        |
| 6 | Burundi   | 1        |

### Atleti plurivincitori
Di seguito sono riportati gli atleti che hanno vinto il maggior numero di volte al giro
| Atleta             | Nazione | Vittorie | Edizioni vinte            |
| ------------------ | ------- | -------- | ------------------------- |
| Agatino Mascali    | Italia  | 4        | 1921 – 1922 - 1923 – 1924 |
| Giovanni Cultrone  | Italia  | 4        | 1947 – 1949 - 1950 - 1955 |
| Giovanni La Bianca | Italia  | 3        | 1932 - 1933 - 1934        |
| Francesco Amante   | Italia  | 3        | 1968 - 1971 - 1972        |
| Orlando Pizzolato  | Italia  | 3        | 1979 - 1983 - 1984        |
| Benson Barus       | Kenya   | 3        | 2000 - 2001 - 2002        |

## Albo d'oro femminile (gara non più disputata)

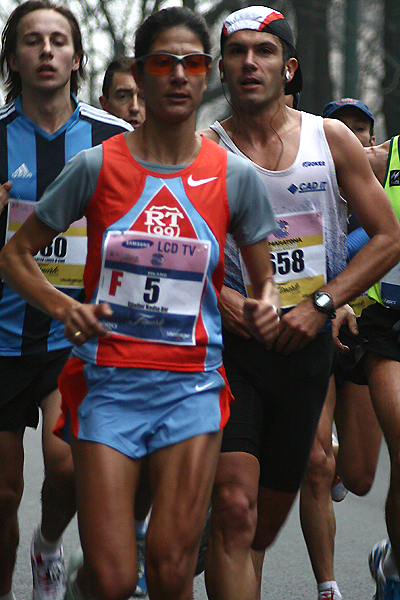
Nadia Ejjafini

| Anno | Vincitrice        | Record  | Nazione |
| ---- | ----------------- | ------- | ------- |
| 1995 | Maria Curatolo    | 14:37°° | Italia  |
| 1996 | Florence Barsosio | 18:43   | Kenya   |
| 1997 | Florence Barsosio |         | Kenya   |
| 1998 | Agata Balsamo     |         | Italia  |
| 1999 | Gloria Marconi    |         | Italia  |
| 2000 | Silvia Sommaggio  | 18:27   | Italia  |
| 2001 | Rodica Nagel      | 18:11   | Francia |
| 2002 | Nadia Ejjafini    | 19:14   | Marocco |
| 2003 | Merima Demboba    |         | Etiopia |
| 2004 | Margaret Okayo    | 18:54   | Kenya   |

°° Tempo impiegato su quattro giri.

## Albo d'oro "Aspettando il Giro"
| Anno | Uomini          | Donne            |
| ---- | --------------- | ---------------- |
| 2016 | Filippo Porto   | Angelina Bonanno |
| 2017 | Mohamed Idrissi | Chiara Immesi    |
| 2018 | Vincenzo Iraci  | Chiara Immesi    |
| 2019 | Lorenzo Abbate  | Tatiana Betta    |